# Port Elizabeth (Grenadinen)
Port Elizabeth ist ein Hafenort auf der Insel Bequia, die zum Staat St. Vincent und die Grenadinen gehört. Er ist der Hauptort des Parish Grenadines.
Der Ort liegt an der Westküste der Insel an der Admiralty Bay.